# Robert Thorssell
Bengt Robert Magnus Thorssell, född 1 maj 1893 i Vassbo, Aspeboda socken, död 30 mars 1988 i Uppsala, var en svensk växtförädlare och ämbetsman.
Robert Thorssell var son till direktören för Vassbo lantbruksskola Bengt Samuel Thorssell och Matilda Sophia Georgii. Han avlade studentexamen i Falun 1913 och agronomexamen vid Alnarp 1915 samt studerade vid Lunds universitet där han blev filosofie kandidat 1923 och filosofie licentiat 1929. Efter assistenttjänst vid Sveriges utsädesförening i Svalöv 1917 var han föreståndare för föreningens filial i Ultuna 1918–1943 och ledde samtidigt baljväxtförädlingen där 1934–1943. Därjämte var han 1925–1928 extraordinarie lärare vid Ultuna lantbruksinstitut, 1928–1932 vikarierande professor i jordbrukslära där och 1935–1943 docent i växtodlingslära vid Lantbrukshögskolan. Thorssell invaldes 1943 i Lantbruksakademien och var med professors namn akademiens sekreterare från 1944. Han var även redaktör för akademiens publikationer Kungl. Lantbruksakademiens Tidskrift från 1944 och Acta agriculturae suecana från 1945 (tidskriften ombildades 1950 till Acta agriculturae scandinavica). Bland hans övriga uppdrag märks, att han från 1945 var ledamot av och sekreterare i Jordbrukets forskningsråd och ledamot av styrelsen för Statens växtskyddsanstalt (från 1952 som vice ordförande) samt från 1946 ledamot av Centrala fröförrådet. Vidare var han från 1949 generalsekretetare i Nordiska jordbruksforskares förening och redaktör för dess tidskrift Nordisk jordbruksforskning. Som växtförädlare arbetade Thorssell främst med höstvete, havre, ärter, klöver och blåluzern samt framställde bland annat ett flertal nya sorter av dessa och andra växtslag. På fröodlingens område ägnade han sig särskilt åt klöverfröodlingen. Hans många skrifter behandlade ämnen rörande växtförädling och växtodling samt jordbrukets historia i modern tid.